# Telmatobius schreiteri
Telmatobius schreiteri är en groddjursart som beskrevs av Jehan Vellard 1946. Telmatobius schreiteri ingår i släktet Telmatobius och familjen Ceratophryidae. IUCN kategoriserar arten globalt som starkt hotad. Inga underarter finns listade i Catalogue of Life.